# وراثت‌پذیری

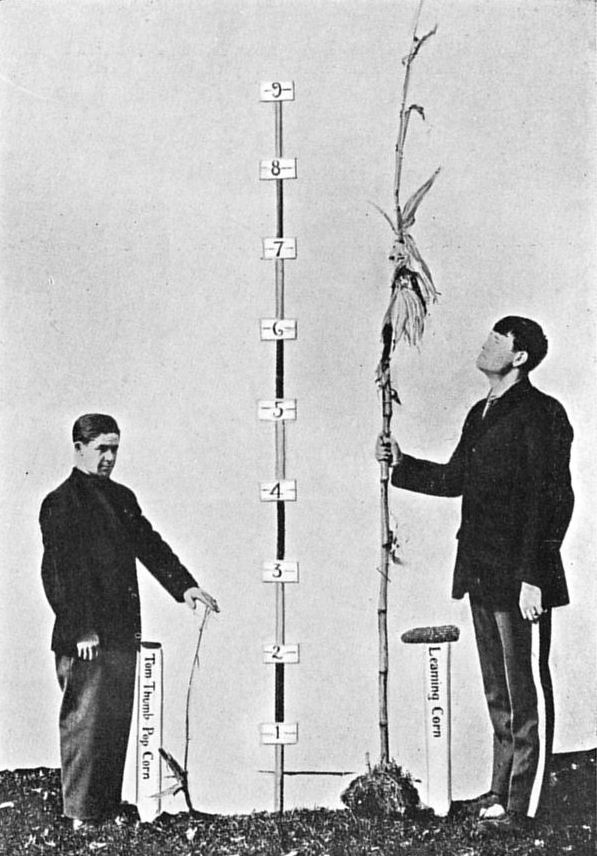
مطالعات وراثت‌پذیری پرسش‌هایی را مطرح می‌کند که عوامل ژنتیکی تا چه اندازه بر «تفاوت‌های» قد بین افراد تأثیر می‌گذارند. این موضوع مانند آن نیست که بپرسیم عوامل ژنتیکی تا چه اندازه بر قد در یک فرد تأثیر می‌گذارند.

وراثت‌پذیری (انگلیسی: Heritability) یک آماره است که در زمینه‌های دامپروری و ژنتیک استفاده می‌شود که درجه «تغییر» را در یک صفت (ژنتیک) در یک جمعیت (زیست‌شناسی) تخمین می‌زند که ناشی تنوع ژنتیکی گونه‌ها بین افراد در آن جمعیت است.